# Bonviller
Bonviller ist eine französische Gemeinde mit 180 Einwohnern (Stand 1. Januar 2022) im Département Meurthe-et-Moselle in der Region Grand Est (vor 2016 Lothringen). Sie gehört zum Arrondissement Lunéville und zum Kanton Lunéville-1. 

## Geografie
Bonviller liegt etwa fünf Kilometer nördlich des Stadtzentrums von Lunéville.
Umgeben wird Bonviller von den Nachbargemeinden Einville-au-Jard im Norden, Bienville-la-Petite im Nordosten und Osten, Sionviller im Osten, Jolivet im Südosten und Süden, Lunéville im Süden und Südwesten sowie Deuxville im Westen.

## Bevölkerungsentwicklung
| Jahr                       | 1962 | 1968 | 1975 | 1982 | 1990 | 1999 | 2006 | 2019 |
| -------------------------- | ---- | ---- | ---- | ---- | ---- | ---- | ---- | ---- |
| Einwohner                  | 162  | 149  | 152  | 155  | 165  | 173  | 182  | 177  |
| Quellen: Cassini und INSEE |      |      |      |      |      |      |      |      |

## Sehenswürdigkeiten
- Kirche Saint-Blaise aus dem 15. Jahrhundert, Umbauten aus dem 18. Jahrhundert

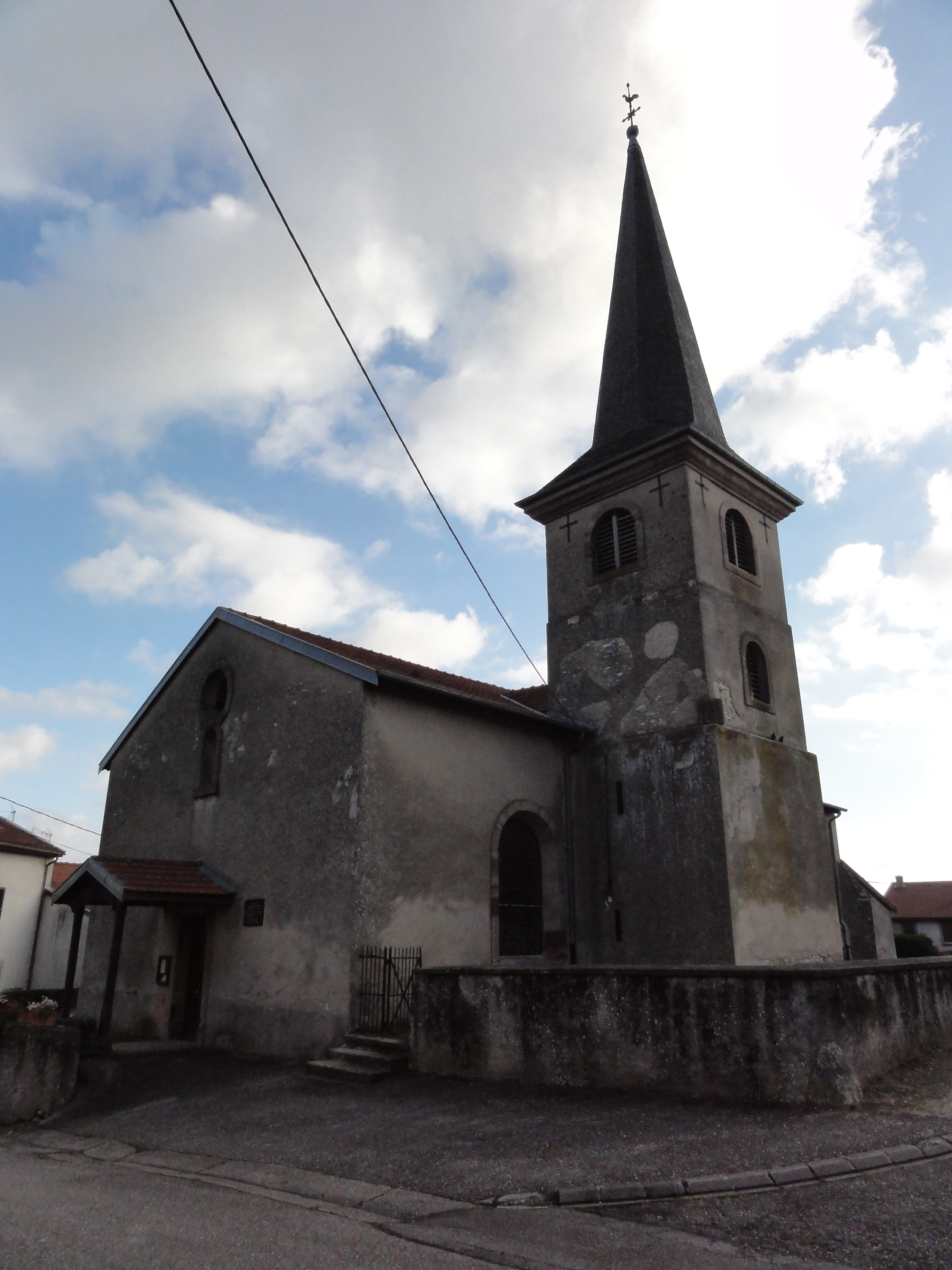
Kirche Saint-Blaise

## Persönlichkeiten
- Félix Midon (1840–1893), Apostolischer Vikar und (erster) Bischof von Osaka (1891–1893)